# Катаева, Римма Александровна
Ри́мма Алекса́ндровна Ката́ева (урождённая Красикова; род. 1 декабря 1938, Харьков, Украинская ССР, СССР) — советская и украинская русскоязычная поэтесса, переводчица; эндокринолог.

## Биография
Родилась 1 декабря 1938 года в Харькове. В 1957 году окончила Харьковский медицинский институт. В 1961—1975 годах работала участковым врачом и эндокринологом в Полтавской области, Полтаве и Харькове. С 1980 года — руководитель литературного объединения имени П. Тычины. Как поэтесса публикуется с 1976 года. Автор текстов песен о Харькове. Переводчик стихов украинских поэтов (Дмитрий Павлычко, Василий Стус, Игорь Муратов и др.). Стихи самой Катаевой переведены на украинский и мордовский языки. Живёт в Харькове.
Автор 10 поэтических книг.

## Участие в творческих организациях
- Член Союза писателей СССР.
- Член Национального союза писателей Украины (с 1992).

## Литературные премии
- 1997 — Премия имени Н. Ушакова.

### Публикации Риммы Катаевой

#### Поэтические книги
- Порог: Стихи / Худож. М. А. Литвин. — Харьков: Прапор, 1983. — 55 с. — 3000 экз.
- Рябиновая ветка: Стихи. — Киев: Радянський письменник, 1987. — 91 с. — 8000 экз.
- Майский снег: Стихи / Худож. О. А. Юрченко. — Харьков: Прапор, 1989. — 76 с. — 3000 экз. — ISBN 5-7706-0171-1
- Перед грозой: Стихи / Худож. Л. Н. Константинов. — Харьков: Прапор, 1990. — 152 с. — 5000 экз. — ISBN 5-7766-0356-0
- Времена души: Стихи. — Харьков: Основа, 1994.
- Крутые дожди: Стихи. — Харьков: Майдан, 1997.
- Ступени: Избранные стихи. — Харьков, 2008. — 208 с.

#### Отдельные публикации
- «Их любовь называют несчастной…» Мои друзья. Письмо из отчего дома. Стихи // Звезда. — 1987. — № 3. — С. 117.

### О Римме Катаевой
- Чупринин С. И. Катаева Римма Александровна // Чупринин С. И. Новая Россия: мир литературы: Энциклопедический словарь-справочник: В 2 т. Т. 1: А-Л. — М.: Вагриус, 2003. — С. 605.
- Ленц Елена. С радостью Кобзаря. [Рецензия на книгу:] Римма Катаева. Ступени: Избранные стихи. — Харьков, 2008. — 208 с. // Литературная газета. — № 32 (6236). — 5 августа 2009 года.
- Михайлин И. Л. Римма Катаева: литературный портрет / Игорь Михайлин. — Х.: КП «Типография № 13», 2009. — 52 с.
- Чупринин С. И. Катаева (урождённая Красикова) Римма Александровна // Чупринин С. И. Русская литература сегодня. Малая литературная энциклопедия. — М.: Время, 2012. — С. 393. — ISBN 978-5-9691-0679-6
- Михайлин И. Л. Поэт — это лекарь, лечащий словом : к юбилею Риммы Катаевой / Игорь Михайлин // Славянин. — 2013. — № 19. — С. 180—188.